# ヘルソン・トーレス
ヘルソン・トーレス・バランテス（Gerson Torres Barrantes、1997年8月28日 - ）は、コスタリカ・エレディア出身のプロサッカー選手。コスタリカ代表。CSエレディアーノ所属。ポジションは、ミッドフィールダー。

## 経歴

### クラブ
2012年、ベレンFCのユースアカデミーに入団し、アカデミーを経て17歳でジェラルド・ウレーニャ監督によってトップチームに昇格した。
2017年、リーガMXのクラブ・アメリカに期限付き移籍をした。同年3月19日、UNAM戦でデビューする予定だったが、リーグの規定によりトップチームでのプレー資格がないと通告された。
クラブ・アメリカでの1年を経て、CSエレディアーノと5年の契約延長をした。
2018年の1年間はクルブ・ネカクサに期限付き移籍をした。

### 代表
2017年1月15日、ベリーズ代表との親善試合でコスタリカ代表デビューを果たした。
2021年11月16日、2022 FIFAワールドカップ・北中米カリブ海3次予選のホンジュラス戦で代表初ゴールを決めた。

## 代表歴

### 出場大会
- コスタリカ代表
  - 2022 FIFAワールドカップ

### 試合数
- 国際Aマッチ 14試合 1得点（2017年-2022年）[7]

| コスタリカ代表 | 国際Aマッチ | 国際Aマッチ |
| 年             | 出場        | 得点        |
| -------------- | ----------- | ----------- |
| 2017           | 2           | 0           |
| 2018           | 0           | 0           |
| 2019           | 0           | 0           |
| 2020           | 0           | 0           |
| 2021           | 3           | 1           |
| 2022           | 9           | 0           |
| 通算           | 14          | 1           |